# Луговське (Ленінградська область)
Луговське (рос. Луговское) — присілок у Лузькому районі Ленінградської області Російської Федерації.
Населення становить 50 осіб. Належить до муніципального утворення Осьминське сільське поселення.

## Історія
Згідно із законом від 28 вересня 2004 року № 65-оз належить до муніципального утворення Осьминське сільське поселення.

## Населення
| 1838 | 1862 | 1885 | 1965 | 1997 | 2007 | 2010 |
| ---- | ---- | ---- | ---- | ---- | ---- | ---- |
| 206  | ↗208 | ↗246 | ↘210 | ↘85  | ↘54  | ↘50  |